# تويتر في ظل إيلون ماسك
أتَمَّ إيلون ماسك استحواذه على تويتر في أكتوبر عام 2022؛ وتبوّأ منصب الرئيس التنفيذي في تويتر حتى يونيو عام 2023، حين خلفته ليندا ياكارينو. غُيّر اسم العلامة التجارية تويتر الى إكس في الثالث والعشرين من يوليو عام 2023، وغُيّر اسم نطاقه من twitter.com الى x.com في السابع عشر من مايو عام 2024، في خطوة نُسبت بدرجة كبيرة لماسك، مع وجود ياكارينو في منصب الرئيس التنفيذي.
منذ يونيو عام 2024، إكس هو من صفوة منصات التواصل الاجتماعي وخامس مواقع الانترنت زيارةً. يستطيع المستخدمون مشاركة منشورات تحوي رسائل نصية وصور وفيديوهات ويستطيعون أيضًا التفاعل مع محتوى مستخدمين آخرين بواسطة الإعجاب وإعادة النشر. يقدم إكس مزايا إضافية مثل التواصل عن طريق الرسائل الخاصة والمكالمة بالصوت والفيديو، والعلامات المرجعية والقوائم والمجتمعات ويقدم أيضًا بوت دردشة وخاصية «مساحات» للتواصل الصوتي.
أسس جاك دورسي ونوح غلاس وبيز ستون وإيفان ويليامز الموقع في مارس عام 2006 باسم تويتر، وغُيّر اسم العلامة التجارية في يوليو عام 2023 بعد أن استحوذ إيلون ماسك عليه في 2022. يطابق الموقع الذي يعمل الآن باسم إكس نسخته السابقة إلا أنه يتضمن مزايا إضافية مثل: النصوص الطويلة، وخيارات الربح من الحساب، ومكالمات الصوت-الفيديو، والدمج مع بوت دردشة إكس إيه آي (بالإنجليزية: xAI) وغروك، والبحث عن عمل، وعملية توثيق متاحة للمستخدمين المميزين. أُزيل العديد من مزايا تويتر القديمة من الموقع بعد أن استحوذ عليه ماسك، وتتضمن هذه المزايا: «دوائر»، وصور الملف الشخصي بالرموز غير القابلة للاستبدال، والضمائر في الملفات الشخصية. يطمح ماسك إلى تحويل إكس إلى «تطبيق كل شيء» مماثل لتطبيق وي تشات.
واجه إكس خلافات ملحوظة بعد تغيير العلامة التجارية، إذ أثارت قضايا عدة النقد، مثل: طرح ملفات تويتر، وتعليق حسابات صحفيين، وإجراءات مؤقتة مثل تصنيف منابر إعلامية بأنها «تابعة للدولة» وتقييد الوصول إليها. واستمرت معاناة إكس، مع تخلي ماسك عن منصب الرئيس التنفيذي، في تحديات مثل الانتشار الواسع للمعلومات المضللة، وخطاب الكراهية، وجدالات معاداة السامية. اتخذت إكس كورب. إجراءات قانونية ضد كل من المؤسسات غير الربحية: ميديا ماترز (بالإنجليزية: Media Matters) ومركز مكافحة الكراهية الرقمية ردًا على تلك المزاعم.

## تاريخ

### الاستحواذ على تويتر
بدأ إيلون ماسك عملية الاستحواذ على شركة تويتر في الرابع عشر من أبريل عام 2022، وأكملها في الثامن والعشرين من أكتوبر عام 2022. كان هدفه تحويل تويتر إلى إكس، وهو تطبيق شامل مستوحى من وي تشات. أصبح ماسك أكبر مساهم في تويتر بحلول أبريل بحصة تبلغ تسعة واثنان من عشرة في المئة وقدّم عرضًا لم يُسبق بطلب في الرابع عشر من أبريل بقيمة أربعة واربعين مليار دولار، وهو ما وقف ضده مجلس إدارة تويتر قبل قبوله في الخامس والعشرين من أبريل. حاول ماسك إلغاء الصفقة في يوليو، متذرّعًا بإخفاق تويتر في معالجة حسابات البريد المزعج. قاضته تويتر في محاكمة كان موعدها منتصف أكتوبر. عَدَل ماسك بعدها عن قراره وأتمَّ عملية الاستحواذ في الثامن والعشرين من أكتوبر. أصبح ماسك المالك والرئيس التنفيذي الجديد، وحوّل تويتر إلى شركة خاصة، ودمجها ضمن إكس كورب.، وطرد العديد من صفوة المسؤولين التنفيذيين، كان منهم الرئيس التنفيذي باراغ أغراول. أعاد ماسك تسمية مزايا عدة بعد تغيير ملكية تويتر ليزيل التلميح إلى الاصطلاح المبني على الطيور، منها تغيير «مراقبة الطيور» إلى «ملاحظات المجتمع».
ماسك ليس مالكًا منفردًا بإكس كورب.، إذ إن الشركة ملك بكاملها لإكس كورب. القابضة (بالإنجليزية: X Holdings Corp.)، ومن ضمن المستثمرين فيها كيانات مرتبطة بكل من: بيل أكمان ولاري إيلسون ومارك آندرسن وشون كومز، وفق ما جاء في البيانات المقدمة للمحكمة من اكس كورب. واكس كورب. القابضة. بالإضافة الى ذلك، تشير تلك البيانات إلى أن ما يزيد عن عشرين صندوق استثمار، وائتمان، وتجميعات مرتبطين بفيديليتي للاستثمارات هم مستثمرين في اكس كورب. القابضة.

### ما بعد الاستحواذ
أعلن ماسك إطلاق إكس، والذي سيستبدل تويتر في الثالث والعشرين من يوليو عام 2023، وانطلق حين باشر النطاق X.com (المرتبط سابقًا بموقع باي بال) بإعادة التوجيه نحو تويتر؛ غُيّر الشعار من الطائر الى X في اليوم التالي، وبدأت حسابات المنصة الرسمية الأساسية والمرتبطة بها باستعمال الحرف X ضمن اسم المستخدم لكل منها. كان اسم المستخدم @x بالأصل ملكًا للمصور جين إكس هوانج، الذي سجله في عام 2007. أعرب هوانج عن استعداده لبيع اسم المستخدم، إلا أنه تلقى رسالة على البريد الالكتروني في الخامس والعشرين من يوليو عام 2023 تفيد بأن الشركة ستأخذه. عُرِض عليه بعض من سلع إكس واجتماع مع قادة الشركة، لكن لم يُعرض عليه مقابل مادي. غُيّر اسم وأيقونة التطبيق المخصص لأندرويد على جوجل بلاي بحلول السابع والعشرين من يوليو؛ فُعِّل التغيير نفسه في آب ستور في الواحد والثلاثين من يوليو، بعد أن منحته أبل استثناءً من الحد الأدنى للحروف، والمتمثل بحرفين. أُزيل في تلك الاثناء المزيد من عناصر علامة تويتر التجارية في نسخة الويب، بما في ذلك استبدال اسم «المنشورات» بالتغريدات.
وصِف تغيير العلامة التجارية بأنه مُستَغرب، بالنظر إلى قوة علامة تويتر على صعيد دولي، إذ دخلت كلمات مثل «تغريدة» اللغة العامة. انتُقد تغيير العلامة التجارية على أساس ضعف تخصيص الاسم والشعار للعلامة؛ فهناك ما يقارب تسعمئة شركة في الولايات المتحدة تملك علامة X، يوجد ضمنها شعار متعلق بالوسائط الاجتماعية تملكه ميتا بلاتفورمز (بالإنجليزية: Meta Platforms). يستخدم الشعار تنسيق الخط الغامق على السبورة (بالإنجليزية: blackboard bold) لرسم X، إذ ظهر هذا الحرف في مراجع الرياضيات منذ سبعينيات القرن العشرين وهو أيضًا مُدرج في الترميز الموحد بترميز: U+1D54F 𝕏 MATHEMATICAL DOUBLE-STRUCK CAPITAL X.
بعد أيام قليلة من دخول تغيير العلامة التجارية حيّز التنفيذ، أوصى تحديث في كتاب أسوشيتد برس في التنسيق (بالإنجليزية: AP Stylebook) الصحفيين بأن يشيروا للمنصة على النحو التالي: «إكس، المعروف سابقًا باسم تويتر». أشار آد أيج (بالإنجليزية: Ad Age) في سبتمبر عام 2023 نقلًا عن استطلاع رأي هاريس (بالإنجليزية: The Harris Poll) إلى أن العامة لم يعتادوا التغيير، إذ لا يزال معظم المستخدمين والعلامات التجارية البارزة يشيرون لإكس بتويتر.
أعلن ماسك في السابع عشر من مايو عام 2024 أن محدد موقع الموارد الموحد غُيّر رسميًا من twitter.com إلى x.com. كان انتقال النطاق من أكثر الجوانب إجهادًا في عملية ماسك لتغيير علامة الشركة التجارية.
حوّل ماسك عددًا كبيرًا من رقائق إنفيديا التي طلبتها تسلا إلى تويتر وإكس إيه آي.
تعرضت مواقع تواصل اجتماعي ومن ضمنها تويتر للمساءلة نتيجة نقلها للمعلومات المضللة المتعلقة بأعمال الشغب في المملكة المتحدة في عام 2024. انتقد ماسك رئيس وزراء المملكة المتحدة كير ستارمر وسط اعمال الشغب قائلًا: «ألا ينبغي لك أن تقلق بشأن الهجمات على *جميع* المجتمعات؟». غرّد ماسك ردًا على تغريدة تحوي مشاهد للفوضى وتنسبها لتأثيرات الهجرة الجماعية والحدود المفتوحة بأن: «الحرب الأهلية أمر لا مفر منه». أدان المتحدث الرسمي باسم ستارمر هذه التعليقات. كان ماسك قد استعاد حساب تومي روبنسون (بعد أن حُظِر روبنسون في ظل مُلّاك تويتر السابقين) وتفاعل معه على المنصة. ومضى ماسك بالإشارة لستارمر بأنه «كير الازدواجي» وسائلًا: «لماذا لا تتمتع جميع المجتمعات في بريطانيا بالحماية؟». روّج ماسك نظرية مؤامرة تفيد بتخطيط حكومة المملكة المتحدة لبناء معسكرات احتجاز في جزر فوكلاند لاحتجاز مثيري الشغب. قال بيتر كايل، وزير الدولة البريطاني للعلوم والابتكار والتكنولوجيا، قال إن التعامل مع الشركات التكنولوجية الكبرى وقادتها أشبه عمليًا بالتفاوض مع دول أجنبية منه لشركات عادية.
انتزع ماسك اسم المستخدم @America في أكتوبر عام 2024 وأعطاه للجنة العمل السياسي «أمريكا»..